# Doll & Co.
A Doll & Co., fundada em 1898, foi uma fábrica alemã de brinquedos de metal, motores a vapor estáticos e ferromodelismo (na escala O), ela foi "arianizada" em favor da Fleischmann em 1938.

## Histórico

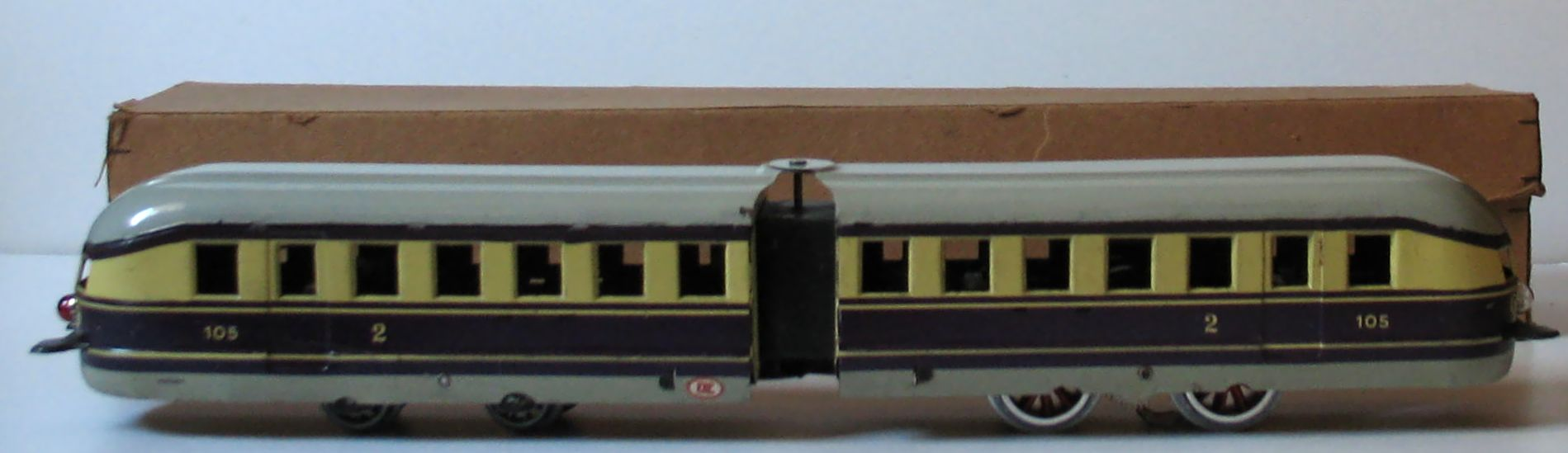
Modelo de um trem de passageiros de um só carro, também conhecido como "hamburger voador", fabricado pela Doll & Co..

### O início
Em 1898, o comerciante John Sondheim e o caldeireiro Peter Doll criaram a fábrica de brinquedos Doll & Co. em Nuremberg. No início a companhia se especializou na produção de modelos em escala operacionais de motores estacionários a vapor, de tratores, de guindastes, chegando a exportá-los para o Reino Unido, para a Irlanda e para os Estados Unidos. A produção teve início com doze funcionários em instalações alugadas no distrito de Burgviertel em Nuremberg, mais tarde a companhia construiu sua própria fábrica na rua Kirchenweg Nº 13, imóvel que existe até hoje.

### A evolução
Pouco antes do início da Primeira Guerra Mundial, em janeiro de 1911, um sobrinho de Sondheim, Max Bein se juntou à companhia, que daí por diante a Doll sofreu um impulso de criatividade e desenvolveu várias inovações técnicas nos mecanismos de seus produtos. Depois da guerra, durantes a década de 1920, a linha de motores estacionários a vapor foi revivida. 
Em 1927, a Doll contratou o engenheiro chefe Reichel da Bing, quando aquela começou a enfrentar problemas. Com ele, a Doll estabeleceu a linha de montagem de modelos ferroviários na escala O, primeiro movidos a vapor e mais tarde a eletricidade. Em 1928, um novo prédio foi erguido para aumentar a linha de produção. Para tentar escapar das perseguições do regime nazista, a empresa foi rebatizada para "Fränkische Metallspielwaren AG" em 1933, mas essa ação não evitou o que viria a acontecer cinco anos depois.

### A tomada
Em 1938, a companhia sucumbiu à imposição das leis de Nuremberg pelo fato de seus fundadores serem de judeus, no processo conhecido como "arianização". Max Bein foi obrigado a vender a Doll, que na época tinha 250 empregados, por uma fração do seu verdadeiro valor. A família se separou e seus membros fugiram do holocausto como foi possível. Alguns via Inglaterra, outros via Holanda, logo depois do início da guerra, a família conseguiu se reunir em Boston nos Estados Unidos em 1940. A Fleischmann assumiu o controle da Doll, o que permitiu incluir na sua linha de produtos os modelos de ferromodelismo na escala O e os motores a vapor.
A marca "Doll" permaneceu identificando os modelos de motores a vapor entre 1949 e 1969, quando a Fleischmann retirou esses produtos do mercado.